# Okręg wyborczy Hertsmere
Okręg wyborczy Hertsmere powstał w 1983 r. i wysyła do brytyjskiej Izby Gmin jednego deputowanego. Okręg obejmuje miejscowości Bushey, Radlett, Potters Bar oraz Borehamwood w hrabstwie Hertfordshire.

## Deputowani do brytyjskiej Izby Gmin z okręgu Hertsmere
- 1983–1992: Cecil Parkinson, Partia Konserwatywna
- 1992–2015 : James Clappison, Partia Konserwatywna
- od 2015: Oliver Dowden, Partia Konserwatywna